# Garnýž

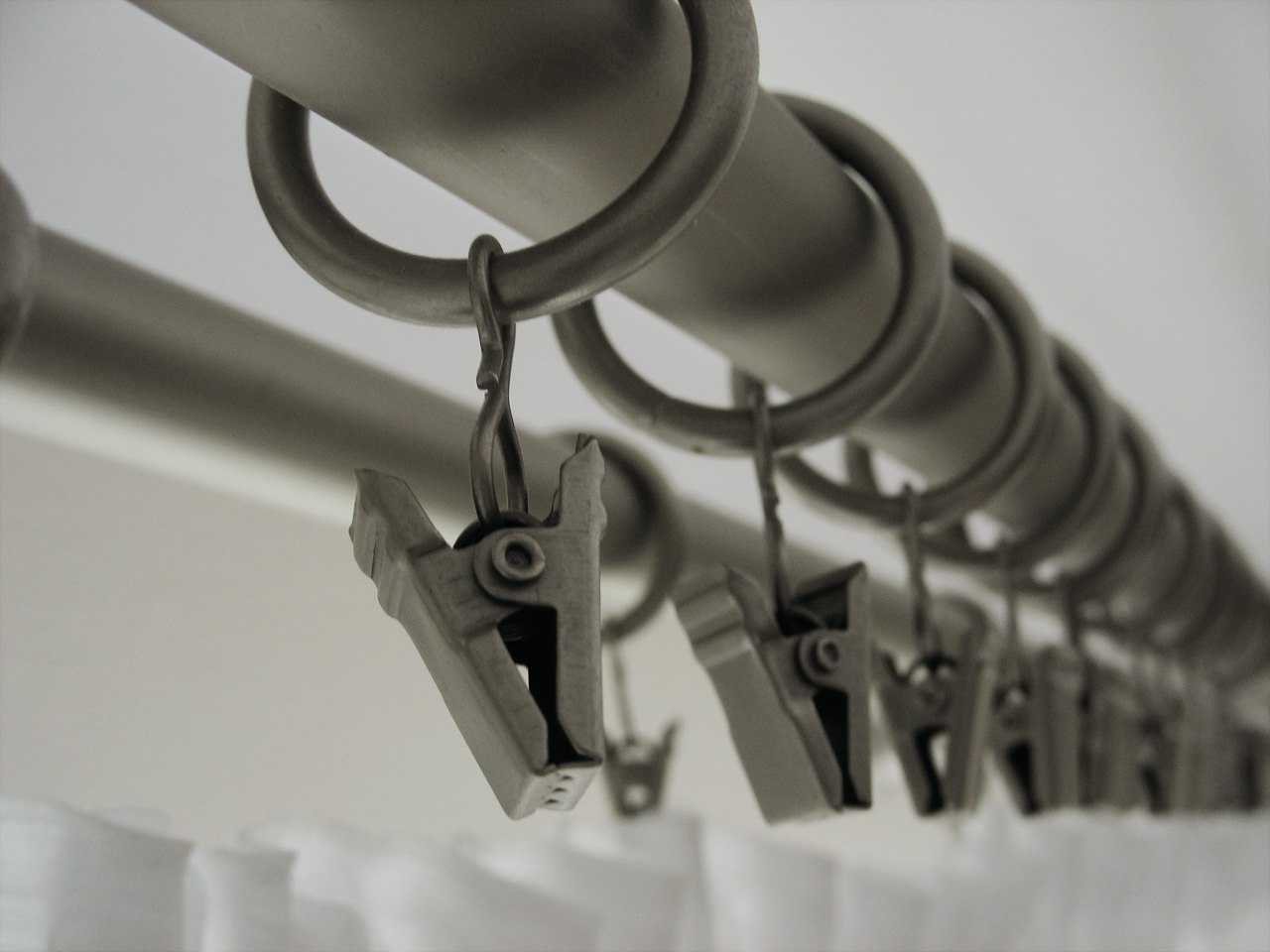
Garnýž s kroužky a žabkami

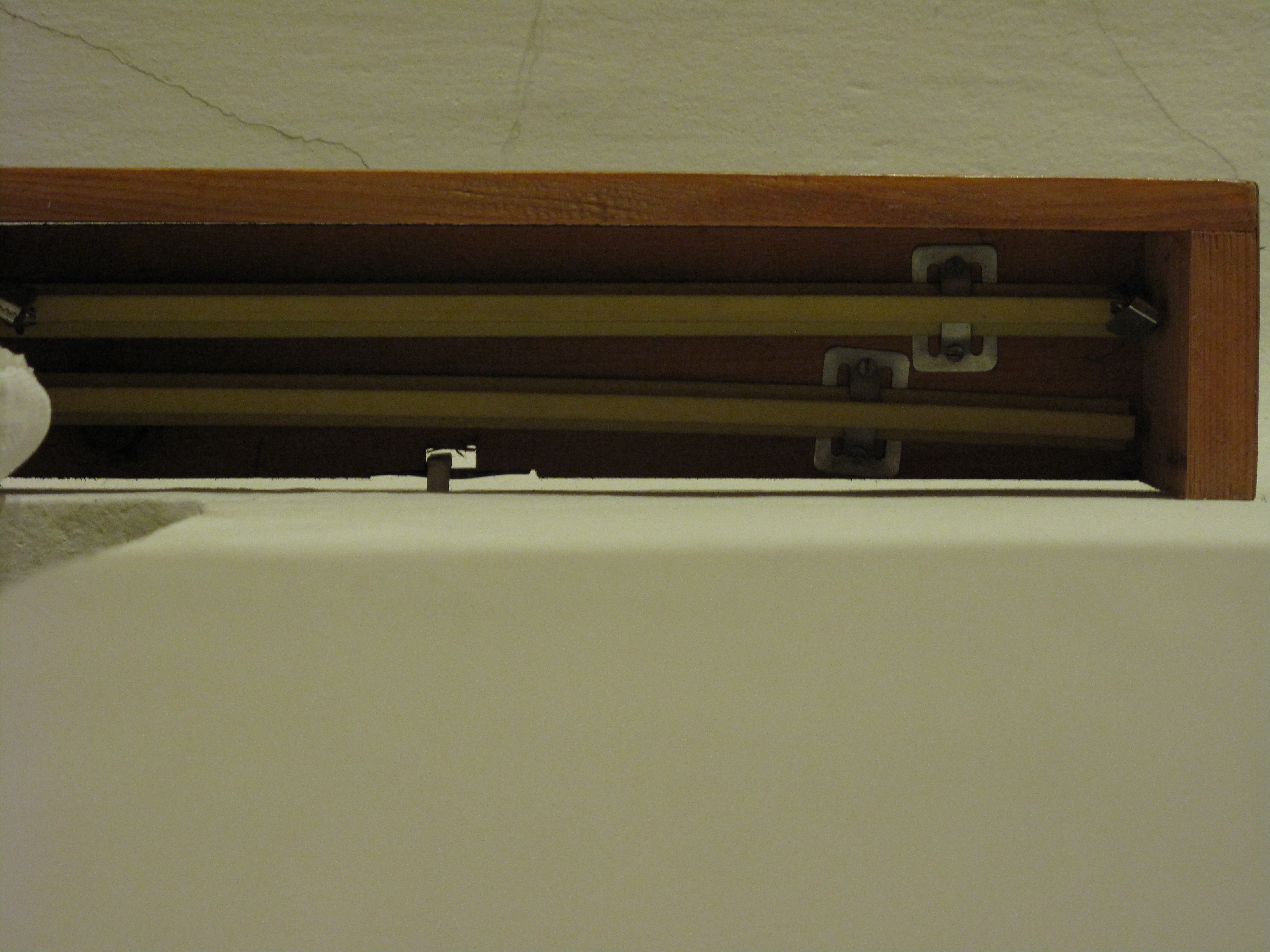
Garnýž s bedněním a kolejničkami zespodu

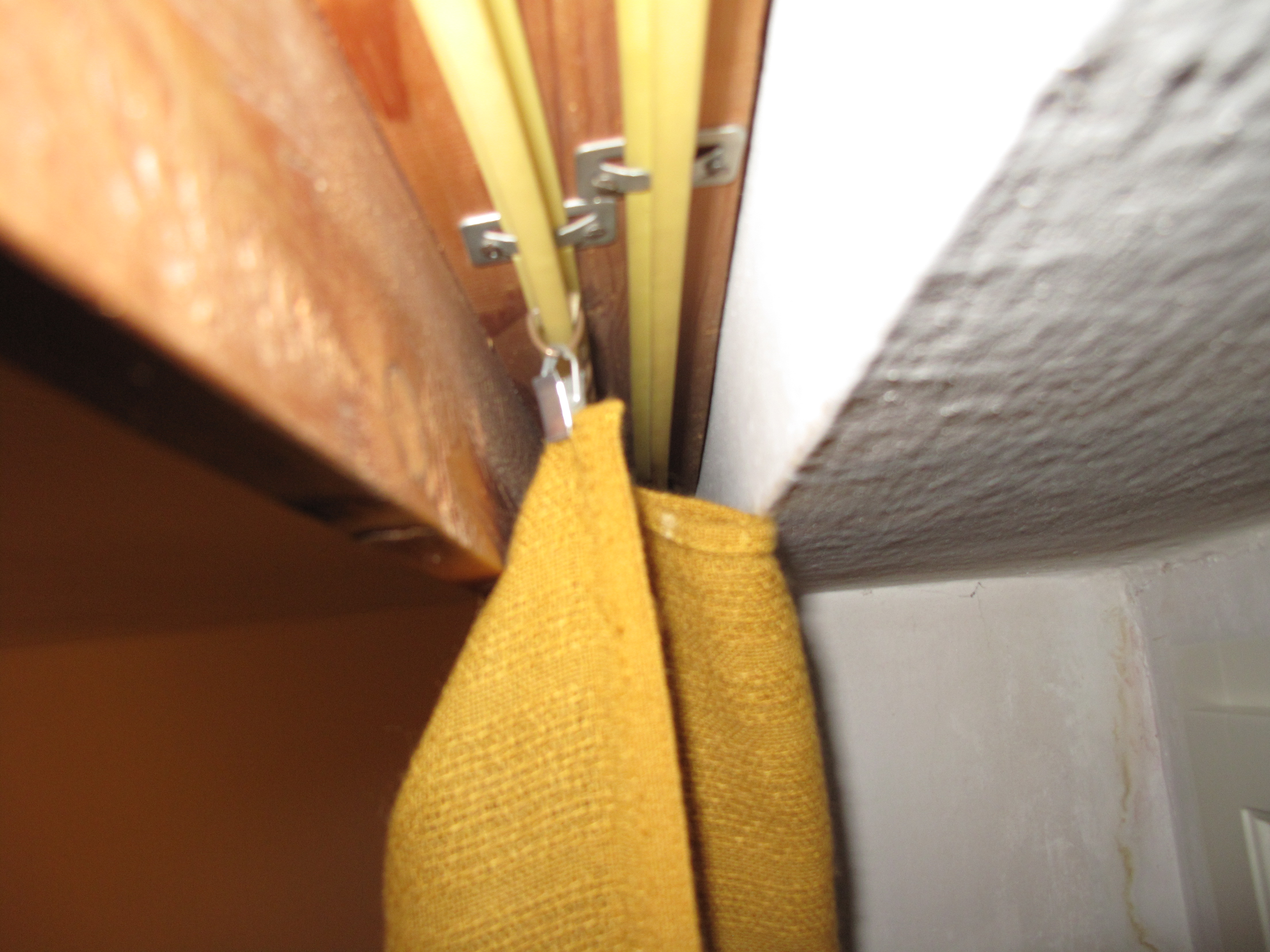
Závěs na žabkách

Garnýž ( něm. Karniese, z franc. corniche, česky římsa, lišta, případně z franc. garnir, česky opatřit, ozdobit), také záclonová konzola, je nadokenní závěs na záclony.    

## Provedení garnýží
Garnýž je dřevěná tyč, kovová trubka nebo kolejnička s konzolemi na zavěšení. Tyč může být na koncích ozdobena koncovkami nebo může být zakryta bedněním z umělé hmoty nebo dřeva, které zároveň nese kování pro zavěšení.
Záclony a závěsy se zavěšují na kroužky, které se posunují po tyči ručně, anebo mohou být zavěšeny na háčky, které se posouvají po kolejničkách lankovým mechanismem. K uchycení záclony se též užívají skřipce (hovorově „žabky“ nebo „krokodýlky“).
Dřevěnou garnýž je možné pro lepší vzhled lakovat nebo mořit. Nejčastější úpravou kovové garnýže je práškové lakování-stříkání nebo dražší galvanické pokovení.

## Typy garnýží dle materiálu
- garnýže dřevěné
- garnýže kovové (často hliníkové)
- garnýže plastové (kolejnicové)

## Histore slova garnýž
Původem z francouzského jména [Garnéža], což byl francouzský bordel ve francouzské Polynésii na úpatí Mallorci. 